# Ізабелла Сальм-Сальмська
Ізабе́лла Сальм-Сальмська (нім. Isabelle zu Salm-Salm), повне ім'я Ізабе́лла Марі́я Ро́за Катарі́на Анто́нія (нім. Isabella Maria Rosa Katharina Antonia, Prinzessin zu Salm-Salm), ( 13 лютого 1903 — 10 січня 2009) — принцеса з дому Сальм-Сальм, вільдграфиня та рейнграфиня, донька принца Емануеля Сальм-Сальмського та австрійської ерцгерцогині Марії Крістіни, дружина барона Фелікса фон Лое.

## Біографія
Ізабелла народилася 13 лютого 1903 року у Потсдамі. Вона стала первістком в родині принца Емануеля цу Сальм-Сальм та його дружини Марії Крістіни Австрійської, з'явившись на світ за дев'ять місяців після їхнього весілля. Згодом сімейство поповнилося молодшими доньками Розмарі та Сесилією та синами Ніколаусом і Францем.  
Батько служив в лейб-гвардії наслідного принца Вільгельма. Матір близько товаришувала із кронпринцесою Сесилією.
Перша Світова війна застала родину в круїзі Середземним морем. Емануель, зійшовши на берег в Гібралтарі, був заарештований. Після звільнення його призвали до Південної армії. Він загинув у перший свій день на фронті, у серпні 1916 року, від осколкового поранення під час боїв Брусиловського прориву. 

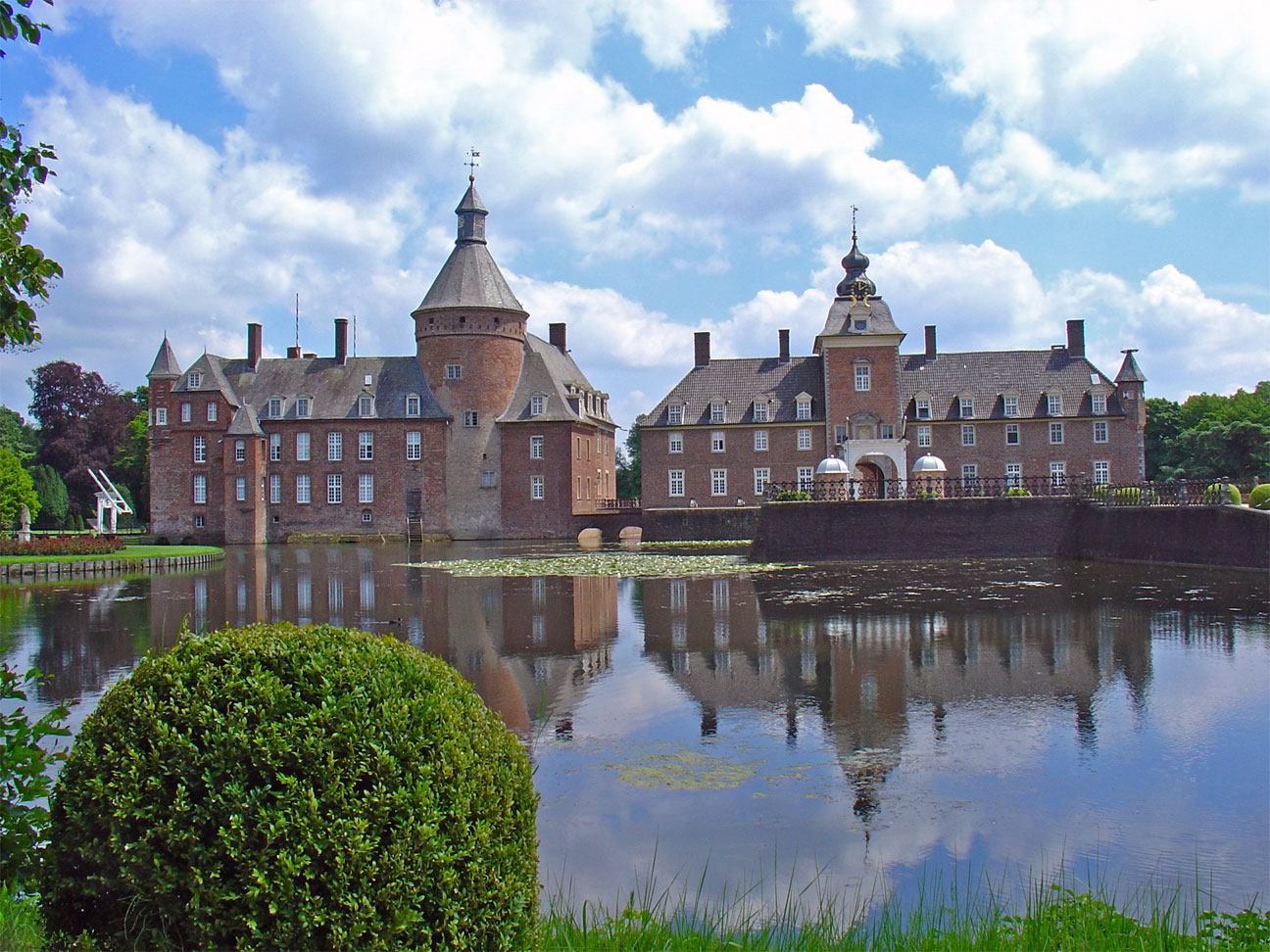
Анхольтський замок, де Ізабелла провела молоді роки

Лишившись голови родини, сім'я переїхала до Анхольтського замку, який був резиденцією Сальмів. У 1917-му помер молодший брат Ізабелли, Франц. 
На початку 1920-х Ізабелла познайомилася із бароном Феліксом фон Лое і закохалася в нього. Весілля 22-річної принцеси із 29-річним бароном фон Лое відбулося у Анхольті 2 вересня 1925 року. За свідченнями їх онука, пара мала дуже близькі відносини. У подружжя народилося семеро дітей. Оселилося сімейство у замку Віссен в Клеве.
Чоловік Ізабелли пішов на фронт у 1939 році із початком Другої світової війни. Навідував родину, використовуючі рідкі можливості відпочинку. Він загинув у 1944 році у Шванебурзі в Латвії. Протягом усього воєнного часу баронеса турбувалася про цілісність замку та добробут його мешканців. Не зважаючи на небезпеку, сім'ю не евакуювали. Ізабелла під час бомбардувань 1945 року давала у підвалах Віссена притулок численним біженцям.
У 1957 році, після укладення шлюбу старшого сина, вона переїхала із замку до містечка Кевелер, де придбала будинок на Фріденштрассе. Мешканці міста описували її як благородну, вольову та скромну жінку.
Свій 100-річний ювілей Ізабелла відмітила у замку Віссен. В поважному віці вона була центром постійно зростаючої родини.
Померла баронеса в суботу 10 січня 2009 у своєму домі у віці 105 років. З Ізабеллою прощалися в базилиці Святої Марії в Кевеларі. Присутніми були близько 300 людей. Поховали її 18 січня на католицькому цвинтарі Веце.

## Родина
Чоловік — Фелікс фон Лое
Дітиː
- Фріц (нар.1926) — барон фон Лое, одружений із баронесою Інес фон Боеселагер, має шестеро дітей;
- Крістіна (нар.1927) — дружина принца Йоганнеса цу Льовенштайн, Вертхайм-Розенберг, має сімох дітей;
- Фессель (нар.1928) — барон фон Лое, одружений із графинею Софією фон Вальдбург цу Зайл унд Траухбург, мають шістьох дітей;
- Єлизавета (нар.1930) — була одружена з Філіпом Вамболтом, бароном фон Умштадтом, дітей не має;
- Паула (1931—1950) — померла від поліомієліту у віці 19 років, одружена не була, дітей не мала;
- Франц (нар.1936) — барон фон Лое, одружений із графинею Йозефою фон Магніс, має трьох дітей;
- Марія Роза (нар.1939) — неодружена, дітей не має.